# Весанто
Весанто (фін. Vesanto) — громада в провінції Північна Савонія, губернія Східна Фінляндія, Фінляндія. Загальна площа території — 569,70 км², з яких 147,1 км² — вода. 

## Демографія
На 31 січня 2011 в громаді Весанто проживало 2428 чоловік: 1225 чоловіків-му та 1203 жінок. 
Фінська мова є рідною для 98,72% жителів, шведська — для 0,16%. Інші мови є рідними для 1,11% жителів громади. 
Віковий склад населення: 
- до 14 років — 11,82%
- від 15 до 64 років — 57,66%
- від 65 років — 30,44%

Зміна чисельності населення за роками:  
| Рік  | Чисельність |
| ---- | ----------- |
| 1980 | 3572        |
| 1990 | 3245        |
| 2000 | 2812        |
| 2010 | 2426        |
| 2011 | 2428        |